# سغران
سغران هي قرية في مقاطعة طالقان، إيران. يقدر عدد سكانها بـ 119 نسمة بحسب إحصاء 2016.